# La Tremblade
La Tremblade je francouzská obec v departementu Charente-Maritime v regionu Poitou-Charentes. Leží u pobřeží Atlantského oceánu. V roce 2011 zde žilo 4 664 obyvatel. Je centrem kantonu La Tremblade.

## Sousední obce
Arvert, Marennes, Les Mathes, Saint-Just-Luzac

## Vývoj počtu obyvatel
Počet obyvatel 